# 任蓉
任蓉（英語：Jenny Rong REN，1940年8月5日—），為台灣女高音聲樂家。
大學就讀國立臺灣師範大學音樂學系，聲樂師從林秋錦（1909－2000）。1965年畢業後，前往義大利進修，在國立羅馬音樂院（Accademia Nazionale di Santa Cecilia）跟隨女高音蓓蒂考妮（Maria Teresa Pediconi，約1896－約1992）精進聲樂技巧並學習聲樂教學法。旅居歐洲期間，參加國際大賽四度獲獎，在義大利有五百餘場演出，在其他國家也有二百餘場演出。除了經常受邀擔任國際聲樂比賽評審外，任蓉也於1997年主辦第一屆世界華人聲樂大賽（Mondial Chinese Vocalist Concours），至今共辦理八屆，致力於發掘並舉薦年輕歌手，例如中華人民共和國國籍男中音李鰲於2008年參賽獲得三獎、2011年再度參賽獲得首獎；中華人民共和國國籍聲樂家如徐林強及黑海濤皆為第一屆世華聲樂大聲得獎人。
1994年，任蓉接受許常惠邀請，回到國立臺灣師範大學音樂系任教，為台灣培育聲樂人才。許多學生已在國際大賽嶄露頭角，也登上國際舞臺，例如馬來西亞籍女高音洪美楓、臺灣籍女高音耿立、劉夢潔、謝孟潔、羅以琳、臺灣籍男高音周柏谷、黃奕誠、臺灣籍男中音趙方豪等人。教學之外，任蓉也寫作專書，包含《美聲法與藝術的歌唱》（1995年）、《雷斯必基O. Respighi藝術歌曲之研究》（1999年）、《聲音與說話：發聲與吐字的基本練習》（2001年）及《中文藝術歌曲研究》（2005年）。退休後，任蓉依舊致力於推廣美聲唱法，固定於臺北市藝文推廣處開設聲樂班。

## 外部連結
- 任蓉 | 台灣音樂群像資料庫[]
- 任蓉表演藝術學坊 （页面存档备份，存于）